# Edgar de Jesús García Gil
Edgar de Jesús García Gil (ur. 13 października 1946 w Roldanillo) – kolumbijski duchowny rzymskokatolicki, w latach 2010-2024 biskup Palmiry.

## Życiorys
Święcenia kapłańskie przyjął 28 września 1971 i został inkardynowany do diecezji Cartago. Był m.in. rektorem diecezjalnego instytutu im. Pawła VI, kanclerzem kurii oraz rektorem miejscowego seminarium.
8 lipca 1992 został mianowany przez papieża Jana Pawła II biskupem pomocniczym Cali oraz biskupem tytularnym Forum Traiani, zaś dwa miesiące później przyjął sakrę biskupią. Prekonizowany 28 października 2002 biskupem Montelibano, objął urząd 7 grudnia tegoż roku.
24 maja 2010 Benedykt XVI powierzył mu urząd biskupa diecezji Palmira. Ingres odbył się 31 lipca 2010. 
31 maja 2024 papież Franciszek przyjął jego rezygnację z urzędu biskupa Palmiry złożoną ze względu na wiek. 